# Un chant d'amour
(Derek Jarman)
Un chant d'amour (trad. lett.: Un canto d'amore) è l'unico film in bianco e nero diretto dallo scrittore francese Jean Genet nel 1950.

## Trama
Dalle loro celle, due prigionieri riescono a comunicare attraverso un buco nel muro che li separa. Con la complicità silenziosa della guardia che li osserva dallo spioncino, stabiliranno un contatto amoroso ed erotico utilizzando vari oggetti come una sigaretta, una cannuccia.